# کراتیه، قنا
کراتیه، روستایی از توابع شهرستان قوص در استان قنا و کشور مصر است.

## جمعیت
براساس سرشماری سال ۲۰۰۶ مصر، جمعیت آن ۸۱۰۴ نفر( ۴۰۲۱ مرد و ۴۰۸۳ زن ) بوده‌است.